# Amatlán de Cañas
Amatlán de Cañas är en ort i Mexiko.   Den ligger i kommunen Amatlán de Cañas och delstaten Nayarit, i den centrala delen av landet, 600 km väster om huvudstaden Mexico City. Amatlán de Cañas ligger 748 meter över havet och antalet invånare är 3 332.
Terrängen runt Amatlán de Cañas är varierad. Amatlán de Cañas ligger nere i en dal. Runt Amatlán de Cañas är det ganska glesbefolkat, med 21 invånare per kvadratkilometer. Amatlán de Cañas är det största samhället i trakten. I omgivningarna runt Amatlán de Cañas växer huvudsakligen savannskog.